# Botryobasidium subalbidum
Botryobasidium subalbidum är en svampart som beskrevs av Ginns 1988. Botryobasidium subalbidum ingår i släktet Botryobasidium och familjen Botryobasidiaceae.   Inga underarter finns listade i Catalogue of Life.